# Gare du Palais
Gare du Palais – stacja kolejowa w Québecu, w prowincji Quebec, w Kanadzie. Stacja została otwarta w 1915. Znajdują się tu 3 perony.